# Valerie Fleming
Valerie Fleming (* 18. Dezember 1976 in San Francisco) ist eine US-amerikanische Bobsportlerin.

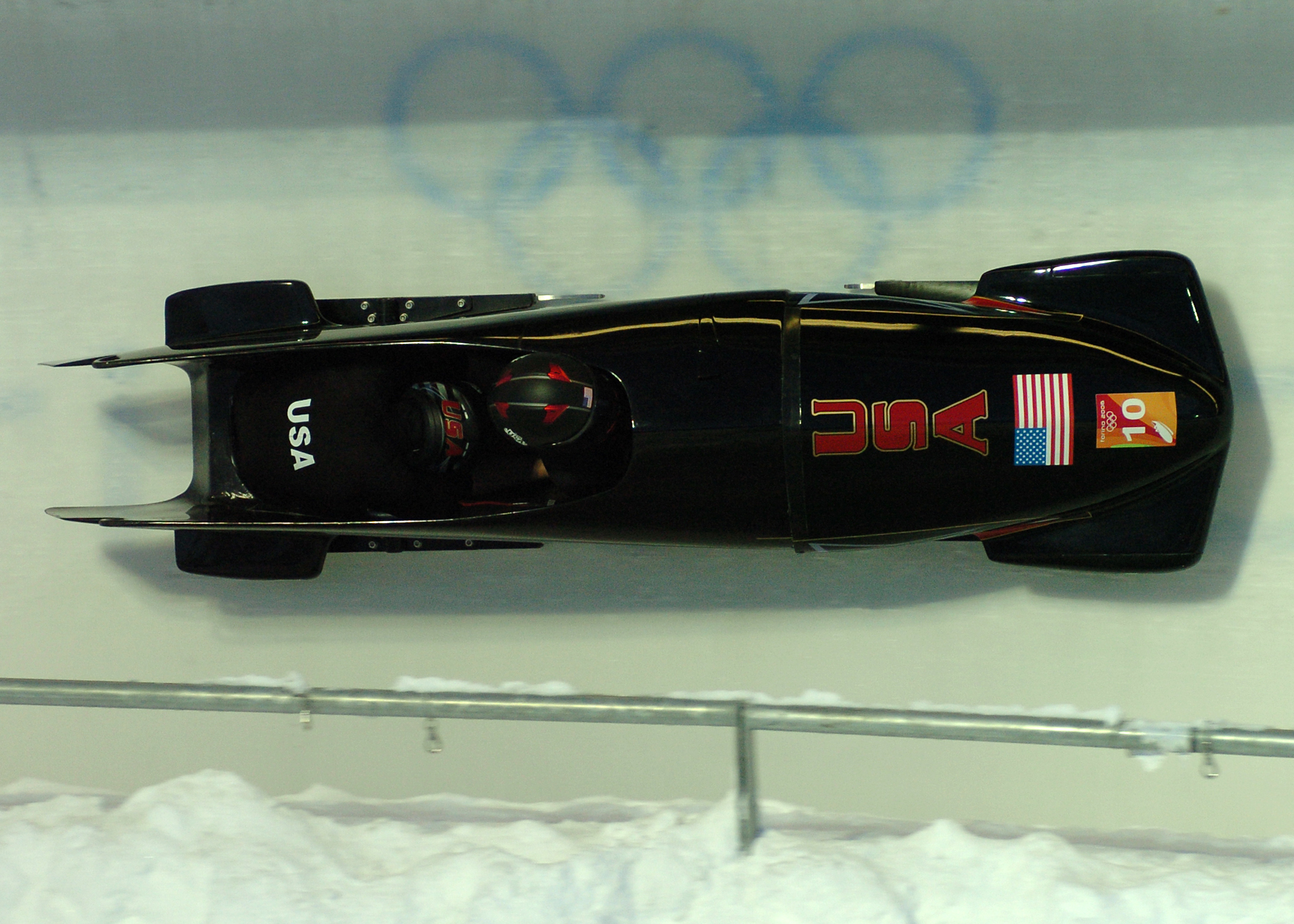
Rohbock und Fleming bei den Olympischen Spielen 2006 in Turin

Valerie Fleming lebt in Foster City und wird von Bill Tavares trainiert. Seit 2003 ist sie im Bobsport aktiv. Zuvor war sie Leichtathletin und erreichte in der Zeit ihres Studiums an der University of California gute Ergebnisse auf den Kurzstrecken und im Speerwurf. Nach Verletzungen und einem drohenden Karriereende als Sportlerin machte sie eine Probefahrt mit Jean Racine und wechselte trotz anfänglicher Probleme als Anschieberin zum Bobsport. Sie fuhr anschließend jedoch mit der Pilotin Shauna Rohbock. In der Folgezeit belegte sie bei ihren Starts im Bob-Weltcup nahezu ausnahmslos Plätze unter den besten Zehn, häufig sogar auf dem Podium. Zweimal, zu Beginn der Saison 2006/06 in Calgary und Park City gewann sie Weltcuprennen an der Seite von Rohbock und belegte in der Gesamtwertung den zweiten Platz hinter dem Bobteam von Sandra Kiriasis. Größter Erfolg der Karriere war jedoch der Gewinn der Silbermedaille bei den Olympischen Winterspielen 2006 in Turin. Hinzu kamen 2005 in Calgary und 2007 in St. Moritz Bronzemedaillen bei den Bob-Weltmeisterschaften.